# London Contemporary Orchestra

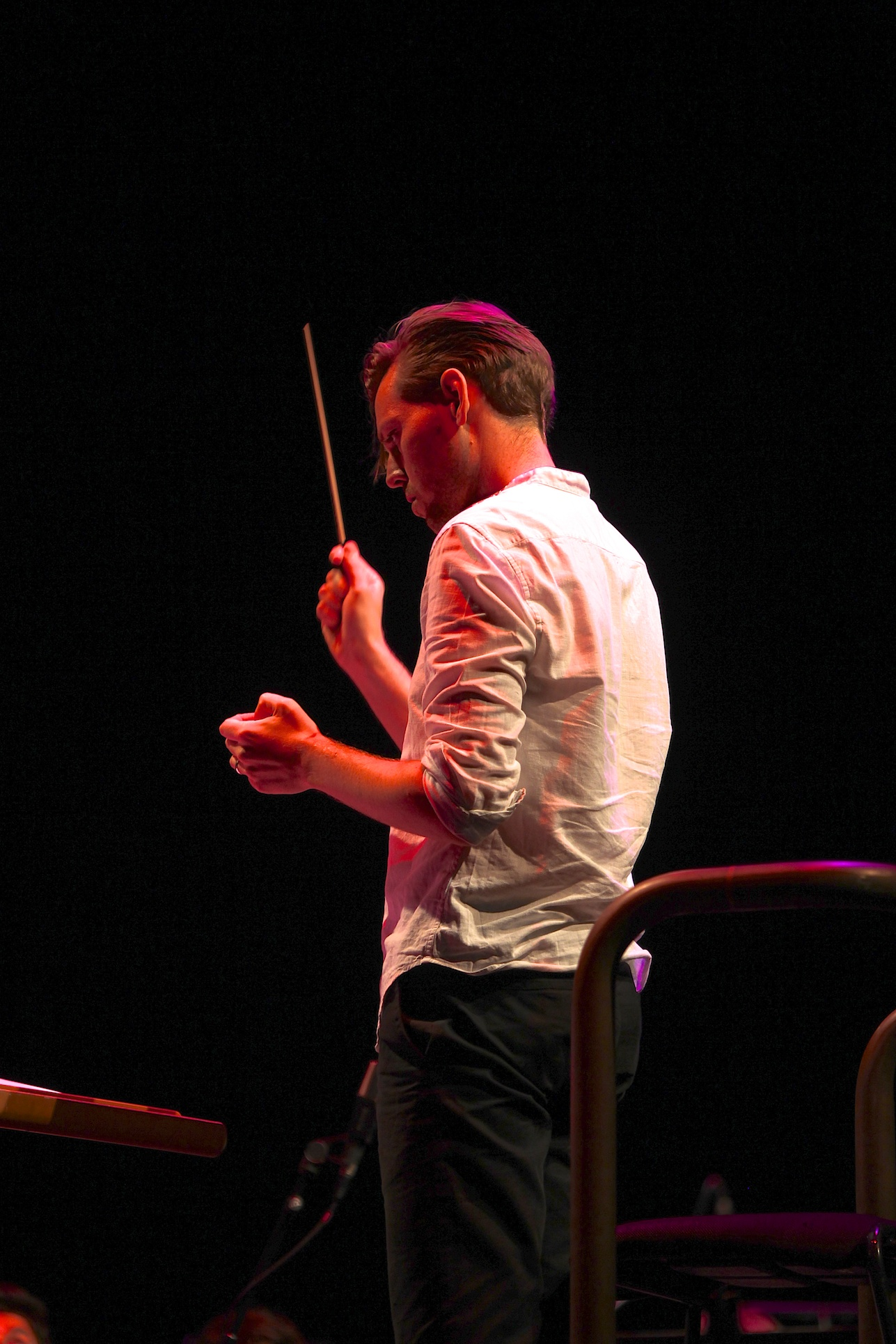
Robert Ames leitet das London Contemporary Orchestra, Juli 2015

Das London Contemporary Orchestra ist ein Sinfonieorchester, das 2008 von Robert Ames und Hugh Brunt in London gegründet wurde.
Das Orchester fördert insbesondere die zeitgenössische Musik, von neuer Musik bis Cross-Over von elektronischer und experimenteller Musik. Das Orchester hat mit zahlreichen Komponisten, Sängern, Instrumentalisten und Musikgruppen unterschiedlicher Musikrichtungen zusammengearbeitet, so mit Actress, William Basinski, John Cale, Ed Finnis, Jonny Greenwood, Frank Ocean, Radiohead, Shiva Feshareki und Terry Riley.
Spielorte reichen von der Royal Albert Hall und der Royal Festival Hall bis zu Londoner U-Bahn Stationen wie der South Kensington Station oder der als Filmset beliebten Aldwych, neben anderen renommierten Konzertsälen in Großbritannien.
Zum Repertoire des Orchesters gehören außer Olivier Messiaen, Xenakis oder Giacinto Scelsi auch Filmmusik, an deren Performance das Orchester seit Paul Thomas Andersons Film The Master immer wieder mitgewirkt hat. Das LCO war beispielsweise beteiligt am Score von Filmen der Regisseure Naji Abu Nowar (Theeb, 2015), John Maclean (Slow West, 2015), Majid Al Ansari (Rattle the Cattle, 2015), Justin Kurzel (Macbeth, 2015; Assassin’s Creed, 2016), Alex Helfrecht und Jörg Tittel (The White King, 2016), Stuart Gatt (The Dead Sea, 2016), Ridley Scott (Alien: Covenant, 2017), Lynne Ramsay (You Were Never Really Here, 2017) und zuletzt, ebenfalls von Paul Thomas Anderson, Der seidene Faden, 2017, der 2018 eine Oscar-Nominierung für die beste Filmmusik erhielt, Suspiria von Luca Guadagnino und Im Westen nichts Neues, der einen BAFTA und einen Oscar für die beste Filmmusik erhielt.

## Auszeichnungen
Gewinner in der Kategorie Ensemble der Royal Philharmonic Society Music Awards 2015